# Marianne Mendt
Marianne Mendt, nom artístic de Marianne Krupicka (Viena, 29 de setembre de 1945), és una cantant, lletrista i actriu austríaca.

## Biografia
És considerada una de les pioneres del pop austríac i una artista que al llarg de la seva carrera ha estat versàtil. Va començar la seva carrera musical de jove, malgrat les protestes del seus pares. Va formar-se en cant i piano i va ser membre del cor infantil del Conservatori de Viena. Més tard, va treballar breument com a oficinista, però després es va dedicar en exclusiva a la seva activitat com a cantant. Immediatament, va realitzar una gira per Europa amb la seva banda com a cantant i baixista. El 1970 va tornar a Viena i va assolir molt d'èxit amb la cançó A Glockn, die 24 Stunden läut de Gerhard Bronner. El mateix any va guanyar amb ella el concurs de talents de televisió Showchance i l'any següent va participar amb la cançó Musik, escrita en dialecte alemany vienès, al Festival d'Eurovisió de 1971.
Ha exercit també com a actriu cantant a musicals, actuant a obres de teatre i programes de televisió. Va destacar en el seu paper de Gitti Schimek a la sèrie Kaisermühlenblues. Ha estat professora del Conservatori de Viena i del Seminari Reinhardt entre 1989 i 1990. També és promotora de la música jazz al seu país, el 2004 va ser fundadora del MM Jazz Festival, ha donat suport a joves músics de jazz i presenta habitualment el programa Jazz Mendt Live per a Radio Niederösterreich, a la regió de Baixa Àustria.
El 2014 va ser reconeguda per la seva tasca de promoció de la música a Àustria i va rebre el títol professional de professora per part de la Cancelleria Federal. El 3 d'abril de 2016 va rebre el Premi Amadeus per la seva trajectòria professional.